# Тегасерод
Тегасерод — синтетичний лікарський засіб, що застосовується для лікування захворювань травної системи, який є стимулятором серотонінових рецепторів, та має прокінетичну дію, що застосовується перорально.

## Історія
Тегасерод уперше синтезований у лабораторії швейцарської фармацевтичної компанії «Novartis», яка розпочала випуск препарату під торговими марками «Зелмак» для європейських країн та «Зелнорм» у США та Канаді. FDA схвалила тегасерод для лікування синдрому подразненого кишечника та хронічного запору в жінок молодших 65 років у липні 2002 року. Початково клінічні дослідження виявили високу ефективність тегасероду при хронічному запорі при відсутності значних побічних ефектів. Тегасерод швидко здобув популярність на фармацевтичному ринку, особливо у США, де став у 2004 році восьмим за популярністю рецептурним лікарським засобом для лікування захворювань травної системи, а у 2005 році об'єм продаж тегасероду в світі оцінювався у 295 мільйонів доларів США. Проте у подальших клінічних дослідженнях за участю понад 11 тисяч пацієнтів було показано збільшення серцево-судинного ризику в 11 разів у пацієнтів, які лікувалися тегасеродом (хоча у загальному співвідношенні цей ризик був невисоким, і становив 0,11 % проти 0,01 % в групі плацебо). Це призвело до того, що 30 березня 2007 року FDA постановила вилучити тегасерод із фармацевтичного обігу, хоча й поверненням можливості застосування препарату в особливих ситуаціях при неефективності інших засобів з дозволу FDA. Цього ж дня слідом за США тегасерод був усунутий з продажу і в Канаді. 31 травня 2007 року компанія «Novartis» відкликала тегасерод і в країні-виробнику препарату — Швейцарії. Натепер тегасерод виробляється лише у ряді азійських та латиноамериканських країн. В Україні реєстрація тегасероду закінчилась у квітні 2013 року.

## Фармакологічні властивості
Тегасерод — синтетичний лікарський засіб для лікування захворювань травної системи. Механізм дії препарату полягає у підвищенні активності 5-НТ4-серотонінових рецепторів, що призводить до посилення вивільнення ацетилхоліну із холінергічного мезентеріального сплетіння, наслідком чого є прискорює евакуацію вмісту шлунку, посилення перистальтики тонкої і товстої кишки, а також підвищення чутливості прямої кишки до розтягнення. Тегасерод також сприяє вивільненню інших медіаторів (зокрема, пептиду, зв'язаного з геном кальцитоніну) зі стінок шлунково-кишкового тракту та збільшенню секреції іонів хлору, а також і води, криптами кишечнику. Тегасерод має високу спорідненість лише до 5-HT4-серотонінових рецепторів та незначну до 5-НТ1-рецепторів, та не має спорідненості до 5-НТ3-серотонінових рецепторів та дофамінових рецепторів. При застосуванні препарату спостерігається зменшення здуття живота та зростає кількість випорожнень кишечнику. У клінічних дослідженнях спостерігалась висока ефективність тегасероду при синдромі подразненого кишечника, який супроводжувався запором, у жінок, проте у зв'язку зі збільшенням частоти випадків інфаркту міокарду та інсультів при застосуванні препарату він був усунутий із фармацевтичного обігу в більшості країн світу.

### Фармакокінетика
Тегасерод швидко всмоктується у шлунково-кишковому тракті, але біодоступність препарату при пероральному прийомі становить лише 10 % у зв'язку із пресистемним гідролізом у шлунку. Максимальна концентрація препарату в крові досягається протягом 1 години. Тегасерод майже повністю (на 98 %) зв'язується з білками плазми крові. Тегасерод погано проникає через гематоенцефалічний бар'єр, проте проходить через плацентарний бар'єр та виділяється в грудне молоко. Тегасерод частково метаболізується у печінці з утворенням метаболітів із низькою фармакологічною активністю. Виводиться препарат із організму переважно з калом у незміненому вигляді, частково із сечею у вигляді метаболітів. Період напіввиведення тегасероду в середньому становить 11 годин, із значними коливаннями (від 6 до 16 годин), цей час може збільшуватися у пацієнтів із печінковою або нирковою недостатністю.

## Показання до застосування
Тегасерод застосовується у жінок при синдромі подразненого кишечника із симптомами запору.

## Протипокази
Тегасерод протипоказаний при підвищеній чутливості до препарату, вагітності та годуванні грудьми, кишковій непрохідності, важкій печінковій або нирковій недостатності, пацієнтам із вираженими захворюваннями жовчного міхура, порушенні функції сфінктера Одді та у дитячому віці.

## Побічна дія
При застосуванні тегасероду найчастішими побічними ефектами були діарея, болі в животі, нудота, метеоризм, головний біль, головокружіння, біль у спині, грипоподібні явища. При застосуванні тегасероду спостерігався вищий ризик виникнення інсультів, нестабільної стенокардії та інфаркту міокарду, у зв'язку із чим препарат не застосовується у більшості країн світу.

## Форми випуску
Тегасерод випускається у вигляді таблеток по 0,006 г. На 1 листопада 2016 року в Україні не зареєстрований.